# Motley Crew
A Motley Crew Post Malone amerikai rapper és énekes kislemeze, ami 2021. július 9-én jelent meg, a Republic Records kiadón keresztül. Majdnem két év után volt az első szóló megjelenése. A dal címét a Mötley Crüe együttes inspirálta, aminek a dobosa, Tommy Lee szerepel is a videóklipben.

## Háttér
Post Malone menedzsere, Dre London 2021. július 4-én bemutatta a dalt, az amerikai függetlenség napjának és Post születésnapjának ünneplésére.

## Videóklip
A videóklipet a kaliforniai Fontanában található Auto Club Speedway-en forgatták, így fő témája at autóversenyzés. Megjelentek például a klipben olyan NASCAR-pilóták, mint Denny Hamlin és Bubba Wallace, illetve Tommy Lee dobos, aki Malone autóját vezeti körbe a pályán. Lee együttese, a Mötley Crüe a dal címének inspirációja. A videóban megjelennek még rövid időre előadók, akikkel Malone korábban dolgozott együtt, mint Saint Jhn, Tyla Yaweh, Tyga, Ty Dolla Sign, Big Sean és French Montana, illetve Pressa és Baby Santana. Látható a klipben Malone mendzsere, Dre London is. A videót Cole Bennett rendezte.

## Slágerlisták
| Slágerlista (2021)                    | Legmagasabb pozíció |
| ------------------------------------- | ------------------- |
| Ausztrália (ARIA)                     | 19                  |
| Ausztria (Ö3 Austria Top 40)          | 36                  |
| Csehország (Singles Digitál Top 100)  | 17                  |
| Dánia (Tracklisten Top 40)            | 29                  |
| Dél-Korea (Gaon)                      | 179                 |
| Egyesült Királyság (UK Singles Chart) | 31                  |
| Egyesült Királyság (UK R&B Chart)     | 6                   |
| Finnország (Singlet Top 20)           | 18                  |
| Franciaország (Single Top 100)        | 194                 |
| Global 200 (Billboard)                | 13                  |
| Görögország (IFPI)                    | 87                  |
| Hollandia (Single Top 100)            | 73                  |
| Írország (IRMA)                       | 24                  |
| Kanada (Canadian Hot 100)             | 9                   |
| Kanada CHR/Top 40 (Billboard)         | 31                  |
| Litvánia (AGATA)                      | 21                  |
| Magyarország (Stream Top 40)          | 20                  |
| Németország (Media Control Charts)    | 33                  |
| Norvégia (VG-lista)                   | 21                  |
| Portugália (AFP Top 100 Singles)      | 44                  |
| Svájc (Schweizer Hitparade)           | 38                  |
| Svédország (Sverigetopplistan)        | 37                  |
| Szlovákia (Singles Digitál Top 100)   | 10                  |
| US Billboard Hot 100                  | 13                  |
| US Hot R&B/Hip-Hop Songs (Billboard)  | 3                   |
| US Mainstream Top 40 (Billboard)      | 22                  |
| US Rhythmic (Billboard)               | 6                   |
| Új-Zéland (Recorded Music NZ)         | 28                  |

| Slágerlista (2021)                   | Pozíció |
| ------------------------------------ | ------- |
| Kanada (Canadian Hot 100)            | 89      |
| US Hot R&B/Hip-Hop Songs (Billboard) | 70      |
| US Rhythmic (Billboard)              | 50      |